# Kibibyte
Un kibibyte (la contracció de kilo binari i byte) és una unitat d'informació o d'emmagatzemament informàtic, abreujada com a KiB.
1 kibibyte = 2¹⁰bytes = 1.024 bytes
El kibibyte està relacionat amb el kilobyte, aquest últim es pot fer servir com a sinònim de kibibyte o per indicar 103 bytes = 1000 bytes. Aquest nou prefix de byte es fa servir per evitar aquesta confusió.